# Hugh Kelsey
Pour les articles homonymes, voir Kelsey.
Hugh Walter Kelsey (1926 à Édimbourg, Écosse - 18 mars 1995 à Édimbourg) était un écrivain et joueur de bridge. Il a gagné la très prestigieuse compétition britannique Gold cup (en) à deux reprises (1969 et 1980). Il a représenté l'Écosse par 12 fois au Trophée Camrose (en). Il a également été capitaine non-joueur de l'équipe britannique féminine lors des Olympiades de bridge (en) de Seattle en 1984.
Hugh Kelsey est cependant surtout connu pour ses nombreux livres sur le bridge, livres essentiellement destinées à des joueursde niveau intermédiaire ou avancé. Beaucoup de ses livres sont encore publiés aujourd'hui, plus de 10 ans après sa mort.
Plusieurs de ses livres ont connu un grand succès critique; en particulier, Killing Defence at Bridge et Advanced Play at Bridge ont été qualifiés d'« indispensables à toute librairie moderne technique sur le bridge » dans The Official Encyclopedia of Bridge.
Ils font également partie, des livres recommandés par Mark Horton (en) dans son The Mammoth Book of Bridge,
La Scottish Bridge Union organise un tournoi annuel en son honneur.